# Kineska kulturna revolucija
Velika proleterska kulturna revolucija ili Kulturna revolucija (kinesko pismo: 无产阶级文化大革命/ 無產階級文化大革命; pinyin: Wúchǎn Jiējí Wénhuà Dà Gémìng) je bio masovni nasilni pokret koji je uzrokovao društveni, politički i gospodarski kaos u Narodnoj Republici Kini. Kulturna revolucija započela je 1966. godine a službeno završila s Mao Ce Tungovom smrću godine 1976. Posljedice su bile sveopći gospodarski kaos i zastoj. Prema pisanju povjesničara Jonathana Spencea, "iako je nemoguće odrediti točan broj žrtava Kulturne revolucije, on se penje na nekoliko milijuna" ljudi.

## Kontekst
Nakon neuspjeha i svih problema koje je Kini krajem pedesetih prouzročio Veliki skok naprijed, Mao se je do 1964. nakratko povukao kako bi proučavao političku ekonomiju i kineske povijesne klasike a državni oporavak i gospodarstvo ostavio je voditi umjerenim političarima poput Deng Xiaopinga i Liu Shaoqija. Budući da je Mao bio zagovornik radikalne politike, s vremenom je postao nezadovoljan "ideološkom nečistoćom" i "revizionizmom" u koji zemlja upada pod Xiaopingom I Shaoqijem, te se počeo okruživati radikalnim kadrovima poput Lin Biaoa, Chena Bode i svoje žene Jiang Qing. Autorica Amy Freedman, primjerice piše, da se može smatrati da je u pokretanje Kulturne revolucije Mao krenuo želeći uspostaviti čvrstu kontrolu nad partijom na račun umjerenih kadrova. Kod Maoa se, čini se, počeo javljati osjećaj da drugovi u partiji ignoriraju neke njegove zamisli, dok on gubi utjecaj zbog čega bi ga netko mogao pokušati zamijeniti. Zbog toga je skovao plan da stvaranjem "velikog nereda pod nebom" stvori "veliki red pod nebom", za što je želio iskoristiti mlade ljude - studente kako bi i oni sami imali priliku prolazak kroz vlastitu revoluciju.

## Crvena garda
Godine 1964., tadašnji kineski ministar obrane - Lin Biao, izdao je crvenu džepnu knjižicu naziva: "Citati predsjedavajućeg: Mao Ce Tunga". Knjižica je prvotno bila namijenjena za oružane snage, ali je uskoro raspačana i radnicima u tvornicama i drugdje. S vremenom je postala jednim od simbola Kulturne revolucije
Dana 16. svibnja 1966. godine, partijsko rukovodstvo u Pekingu objavilo je da su se "u partiju infiltrirali kontrarevolucionarni revizionisti koji kuju zavjeru s ciljem uspostave diktature buržoazije".  Mladi ljudi - studenti, učenici itd, pozvani su da slobodno kritiziraju i napadaju partijske funkcionere, svoje profesore na fakultetima itd. pod sloganom: "opravdano je pobuniti se". Ove organizacije mladeži ubrzo su dobile naziv "Crvena garda" (kineski: Hun-vej-bin), a karakterizirale su ih crvena traka koju su nosili oko rukava i crvena knjižica u kojoj su uz pomoć Maovih citata provjeravali svoje postupke. Jurišnici Crvene garde ubrzo su počeli javno ponižavati, pa čak i batinati profesore, bivše zemljoposjednike, te ljude etiketirane kao desničare ili kontrarevolucionare

## Početak revolucije
U svibnju 1966., dok su Deng Xiaoping i Liu Shaoqi u Pekingu pokušavali obuzdati horde crvenogardista koji su stvarali nerede, Mao je bio izvan grada. U onome što se danas čini kao neka vrsta promidžbenog poteza, Mao je otišao na plivanje na rijeku Jangce, kako bi javnosti demonstrirao da je još uvijek jak, o čemu je izvještavao tadašnji tisak. Struja oko Xiaopinga i Shaoqija je probala riješiti pobune studenata osnivanjem tzv. sveučilišnih odbora, što je naljutilo Crvenu gardu, a Mao je ta tijela ubrzo dao raspustiti.  
U međuvremenu su se crvenogardisti pohvalili Maou s milijun članova, na što im je on 1. kolovoza odgovorio pismom u kojem ih je podržao. Nekoliko dana kasnije u novinama je izdao članak namijenjen njima pod nazivom "Bombardirajte središnjicu", što je bila aluzija da počnu napadati vrh partije.
Dana 8 kolovoza 1966. Mao je na plenumu CK Kine objavio 16 točaka u kojima se kaže da je partijski establišment krenuo putevima kapitalizma a crvenogardistima se poručuje: "ne bojte se nereda". Proglas je također pozvao čitatelja da se bori protiv tzv. četiri starine: 
- Starih ideja
- Starih običaja
- Starih kultura
- Starih navika

Dana 16. kolovoza 1966. godine na velikom skupu na trgu Tienanmen, Mao Ce Tungu je simbolički stavljena oko ruke traka Crvene garde. Mao je izdao direktivu policiji da je "miješanje u rad Crvene garde nepotrebno", čime je Crvena garda postala organizacija koju organi reda kakvi postoje u normalnim državama ne kontroliraju. 
Crvenogardističkim jurišnicima uskoro je omogućeno da besplatno putuju po zemlji kako bi se bunili. Uskoro su počela razna uništavanja i upadanja u domove ljudi. Gardisti su se raspršili diljem zemlje i poticali seljaštvo da napada državne dužnosnike, što su ovi radili jer su primjerice državni dužnosnici najbolje žito dali državi. Ponovna meta nasilja postali su i potomci bivših velikih zemljovlasnika, koji bi bili javno ponižavani i prebijani. Kao mete napada s vremenom su završili i marginalizirani Deng Xiaoping, te Liu Shaoqi, od kojih potonji umire u zatvoru. Jedna od žrtava revolucije bio je i trenutni kineski predsjednik Xi Jinping, tada tinejdžer, čije je dom u jeku revolucije pretresen, otac - član centralnog komiteta premlaćen, sestra ubijena, a majka prisiljena da se javno odrekne svog muža dok je ovaj bio javno ponižavan. Kao rezultat direktive o napadanju starina, crvenogardistički jurišnici uništili su neprocjenjive starine iz kineske povijesti; stare tekstove, kipove i slike

## Frakcionaštvo
Do 1967. godine, revolucija je ušla u novu fazu koju je obilježilo frakcionaštvo među crvenogardistima. Budući da gardisti nisu bili homogena skupina počele su se stvarati razne frakcije od kojih su dvije najveće bile tzv. Buntovnici, te Konzervativci. Suparničke grupe su se uskoro počele svađati radi ideologije i teritorija a uskoro su im se počele pridruživati i grupe radnika i vojnika. Grupe su počele napadati lokalne partijske komitete i pljačkati vojne oružarnice. Objema stranama počeli su se priključivati i ratni veterani koji su bili naučeni rukovati oružjem i osposobljeni za ratovanje. Sve je to kulminiralo na ulicama kineskih gradova, gdje su se počele događale bitke između suparničkih frakcija a zemlja gotovo propala u građanski rat.
U Pekingu su također strana veleposlanstva 1967. godine bila česta meta napada. Indonezijsko veleposlanstvo je opljačkano i spaljeno, a veleposlaniku Mongolije je zapaljen auto. Kao posljedica sovjetsko-kineskog raskola kontinuirano je napadano sovjetsko veleposlanstvo, dok je osoblje iz britanskog veleposlanstva podvrgnuto linču, prije nego što je došla vojska i potjerala bijesnu gomilu. Jugoslavensko veleposlanstvo je također bilo napadano radi titoizma na koji su kineski komunisti tada negativno gledali. Do 1968. godine, nasilje je toliko eskaliralo da je Mao naredio raspuštanje Crvene garde, a vojska je preuzela kontrolu nad školama i sveučilištima koja su ponovno otvorena tek početkom sedamdesetih. 
Sama institucija vojske, iako je prvotno podržavala Crvenu gardu, s vremenom sve više počinje ulaziti u razne sukobe s njima. 
Koncem 1968. Mao je pokrenuo inicijativu kojom su gradska mladež i bivši crvenogardisti poslani na sela na preodgoj kod seljaka. Milijuni ljudi su poslani u ruralne dijelove Kine. U travnju 1969. na planu izvršne politike, većina partijskih delegata bili su radikali dok su umjereni članovi trunuli po zatvorima ili bili na izdržavanjima kazni.

## Prema kraju revolucije
Godine 1969. kulminirao je kinesko-sovjetski raskol. God. 1971. drugi čovjek partije i ministar obrane Lin Biao u čudnim okolnostima bježi iz Kine i u po službenoj verziji pogiba u zrakoplovnoj nesreći na granici s Mongolijom. Iako nije do kraja rasvijetljeno što se doista dogodilo, neke teze špekuliraju da je Biaov pad bila posljedica pokušaja državnog udara protiv Maoa. Nakon toga fanatizam opada, a Biaov lik i djelo napada državna promidžba. Maovo zdravlje se također počelo pogoršavati. Nakon Nixonova posjeta Kini, revolucionarno nasilje se počelo dodatno gasiti a rehabilitirani su i bivši nepoćudni kadrovi poput Deng Xiaopinga. Do 1971. godine Mao je bio na samrti. Među vodećim političarima počela se kuhati borba za nasljedstvo. S jedne strane isplivala je tzv. Banda četvorice: Yoo Wenyuan, Jiang Qing (Maova žena), Zhang Chngqiao i Wang Hongwen; radikali koji su htjeli nastaviti Kulturnu revoluciju, nasuprot kojih je stajao Zhou Enlai, umjereniji kadar koji je nekako preživio revoluciju. Zhou je međutim do 1974. obolio od raka i umro dvije godine kasnije. Mao je i sam tada bio previše bolestan da mu bude na pokopu, te je preminuo dvije godine kasnije, u rujnu 1976. U borbama za vlast koje su uslijedile nakon Maove smrti, Banda četvorice izvukla je deblji kraj, te je na kraju osuđena i zatvorena kao "kontrarevolucionarne snage". Na čelo komunističke Kine u konačnici je isplivao Deng Xiaoping, postepeno se "vrativši u igru", te je napokon postao prvi čovjek Kine do konca sedamdesetih godina dvadesetog stoljeća.

## Baština
Na šestoj plenarnoj sjednici, 27. lipnja 1981., Komunistička partija Kine donijela je rezoluciju u kojoj su objavili da je Kulturna revolucija:
"odgovorna za najgore nazadovanje i najteže gubitke koje su proživjeli partija, država i narod od uspostavljanja Narodne Republike [Kine]. Istu je potaknuo i vodio drug Mao Ce Tung."
Službeno stajalište partije, pak, glasi da je politika Mao Ce Tunga bila 70% ispravna i 30% pogrešna, navodno pod opravdanjem da se Maou "ne smije učiniti oni što su Sovjeti učinili Staljinu".

## Vanjske poveznice
- Kako je Komunistička Partija Kine uništila tradicionalnu kulturu  Arhivirana inačica izvorne stranice od 23. veljače 2014. (Wayback Machine)
- Prigušena sjećanja na užas Kulturne revolucije